# Genet
Genet, osobnik genetyczny, sekset – pojedyncza roślina powstała z jednej zygoty. 
Genetem może być osobnik wyraźnie odrębny od innych, najczęściej jednak pojęcie to stosowane jest wobec osobników rozprzestrzeniających się wegetatywnie (klonalnie) i tworzących kolejne moduły. Budowa modułowa przejawia się wykształcaniem poszczególnych pędów, mniej lub bardziej od siebie oddalonych, określanych mianem ramet. Poszczególne ramety pod względem morfologicznym i fizjologicznym stanowią jedną całość. Poszczególne moduły wyglądają jak odrębne osobniki. Czasem nazywane są odrostami.

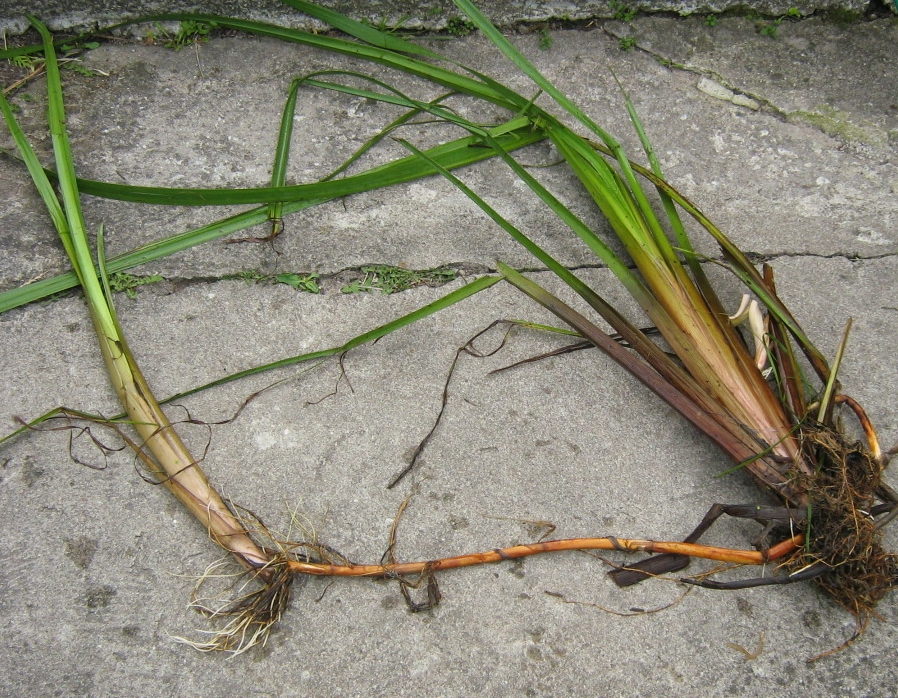
Fragment polikormonu jeżogłówki gałęzistej składający się z dwóch ramet połączonych kłączem, które na powierzchni wody sprawiają wrażenie dwóch odrębnych osobników

Poszczególne ramety mogą z czasem zostać oddzielone od rośliny macierzystej. Ramety, które są wciąż ze sobą połączone żywymi rozłogami lub kłączami określane są jako polikormon. Całkowicie rozdzielone ramety również uważane są za moduły genetu. Poszczególne osobniki strukturalne mają niemal identyczny materiał genetyczny, a jedyne różnice są skutkiem mutacji somatycznych.
Genetami polikormonowymi są największe i najstarsze znane organizmy żywe na Ziemi. Na przykład pojedynczy osobnik (genet) topoli osikowej z gór Wasatch w stanie Utah liczy 47 tys. ramet (drzew), zajmuje powierzchnię 43 hektarów, osiąga łączną masę ok. 6,5 tys. ton i żyje już tysiące lat (istnieją nawet sugestie o milionie lat lub więcej).
Innym słynnym genetem jest jedyny dziś żyjący na Tasmanii okaz Lomatia tasmanica, którego wiek szacowany jest na 43 600 lat, podczas gdy poszczególne żyjące do dziś ramety mają po około 240 lat, porastając powierzchnię 1,2 km².
Istnienie dwóch kategorii osobników – genetycznych i strukturalnych – ma swoje konsekwencje w badaniach demograficznych.